# Нова Аквитания
Нова Аквитания (на френски: Nouvelle-Aquitaine; на окситански Nòva Aquitània; на баски Akitania Berria) е регион в Югозападна Франция. Граничи с Испания в Пиренеите на юг, с Атлантическия океан на запад, и с регионите Пеи дьо ла Лоар и Център на север, Оверн-Рона-Алпи и Лангедок-Русийон-Юг-Пиренеи на изток. Най-големите градове са Бордо, Лимож, Поатие и По.